# Mariannick
Mariannick ou Maryannick est un prénom plutôt féminin, issu de la contraction entre les prénoms féminins Marie et Annick.
Issu de la contraction avec le deuxième prénom Yannick, Maryannick peut être masculin et d'origine bretonne[réf. souhaitée].
Les Mariannick sont principalement fêtées le 15 août et localement de 17 avril ou le 26 août, ou le 9 juillet[réf. souhaitée].